# 日本侠客伝シリーズ
『日本侠客伝』シリーズ（にほんきょうかくでんシリーズ）は、高倉健主演で、東映によって制作されたヤクザ映画シリーズ。全11作。東映京都撮影所製作。『網走番外地』シリーズ、『昭和残侠伝』シリーズと並ぶ高倉健の代表的シリーズである。なお、シリーズとされているが各作品の設定やストーリーに繋がりは無い。

## 概要
高倉健の人気を決定的なものにした東映任侠映画長期シリーズの草分け的存在。1964年から1971年にかけて11本が製作され、第1作から第9作までをマキノ雅弘が、その後、山下耕作と小沢茂弘が1作ずつ監督を担当した。また笠原和夫が共作と単独で8作品の脚本を担当している（中心は笠原）。東京の下町や地方都市を舞台に"いなせ"の世界に生きる堅気の職人や博徒と、彼らを脅かす新興やくざや悪徳業者との対立がドラマの主軸となり、主人公・高倉健はやくざの本道を守る任侠の士として敵対する組織と闘う。ここには、"やくざの稼業をやっていても、やくざの生活はするな"というマキノ流の任侠道が脈打ち、マキノ演出の妙が遺憾なく発揮されている。シリーズ初期の作品は任侠映画の基本パターンを定着させるとともに、高倉の人気を決定的なものにし、『網走番外地』、『昭和残侠伝』など、後続のヒット・シリーズを生み出す端緒ともなった。

## 製作経緯
1963年、沢島忠監督、鶴田浩二主演による『人生劇場　飛車角』で、東映東京撮影所（以下、東撮）を任侠路線への転換を図った東撮所長・岡田茂（のち、同社社長）が、翌1964年2月、東映京都撮影所（以下、京撮）所長に復帰、東撮の任侠映画と一線を画す、時代劇の侠客ものを現代劇にアレンジした映画を製作しようと考え、京撮に於ける任侠路線第一弾鶴田浩二主演「博徒シリーズ」に次ぐ第二弾として本作を企画した。岡田は『人生劇場 新飛車角』の脚本を書かせた笠原和夫を呼び、仁侠映画の本命とも言うべき企画を考えるよう指示した。笠原は二種類の企画を提出し、一つは黒澤明監督の『七人の侍』を下敷きにした、ばらばらになっていた七人のやくざが集まって来て、大きな組に押しつぶされようとしている仁義に厚い小さな組を救う話、もう一つは親分を殺され、解散同然に追い込まれた組の組員が我慢に我慢を重ね、ついに決起し強欲なライバルに復讐する忠臣蔵的なストーリーだった。岡田は迷うことなく忠臣蔵を選び、これが『日本侠客伝』となる。笠原は『七人の侍』の方をしたかったが、これは1966年に『博徒七人』『お尋ね者七人』として世に出た。『日本侠客伝』の最初のタイトルは『大侠客』であった。『日本侠客伝』という題名は俊藤が付けたと著書で書いているが、岡田が前年『人生劇場　飛車角』二本の後、石井輝男に『昭和侠客伝』を撮らせていて、岡田が題名を先に付け「昭和侠客伝、ええやろう」と言っていたという。『昭和侠客伝』、『日本侠客伝』、似ている。
京撮所長に再び戻った岡田は不振の時代劇を横目に、仁侠映画路線への転換を目指し仁侠映画を興行の重要週間に配していく。1964年7月鶴田浩二主演の『博徒』に続いて8月に公開されたのが本作であった。岡田は仁侠路線となっても、沢島忠と中村錦之助を大黒柱に据えるつもりで『日本侠客伝』も、錦之助主演で企画を進めていた。ところがこの二人は任侠映画があまり好きではなかった。錦之助は田坂具隆監督の『鮫』の撮影が長引いていると話し、『日本侠客伝』には出演する気がないと判断した岡田は『人生劇場　飛車角』で宮川役を好演した高倉健を主役に抜擢した。岡田は高倉の育ての親であった。一部の文献に「高倉の主役抜擢は俊藤」と書かれた物があるがそれは考えにくい。高倉は岡田の企画したギャング路線で売り出し中だったとはいえ、これといった大ヒット作がなく、いまひとつパッとせず。またギャング路線は関西ではさほどヒットしておらず、東撮育ちで京撮に馴染みのない高倉に京撮の活動屋たちは、錦之助に出演を断られた無念さが膨れ上がっていた。いまでこそ高倉は仁侠映画の大スターであるが、東撮育ちでギャング映画や美空ひばりの相手役の多かった高倉は、日本刀を持って切り込む姿が、まるで野球選手がバットを振り回しているようでマキノ監督も俊藤浩滋も頭を抱えた。これを受け岡田と俊藤は「やはり錦之助さんに一枚かんでもらおう。高倉では任侠の雰囲気が出ない」と笠原に錦之助が脇で出るシーンの書き足しを頼んだ。当然錦之助は出演を拒否したが「岡田さんが東撮から京都に戻ったら、岡田さんの企画する映画に必ず出演させてほしい」と書いた錦之助の古証文を持ち出し苦しい説得をした。このため第一作のみ錦之助が出演している。高倉がまだ主演級でないため、錦之助が主演のように書かれるケースもあるが、錦之助の撮影は僅か2日間であった。やくざ映画を厭がっていた錦之助だが、いったん出ると決まってからは、徹底して役柄を研究して撮影に挑んだ。錦之助が実に秀逸な残侠像を見せて、以来、ゲストスターの途中殴り込みがこの種の映画のパターンとなった。死を覚悟で仇の組に乗り込んで切りまくる錦之助の芝居は見事なやくざの芝居だったが、俊藤らが懸念していた高倉の芝居に新しい若い観客が予想外の反応を見せた。兵隊帰りの深川木場のとび職人を演じた高倉の、様式美よりもリアリスティックで粗削りの侠客の姿に圧倒されたのである。結果、映画は大ヒットし、それまで人気が燻っていた高倉は一気に東映の大看板になった。高倉は三白眼が邪魔になって、もうひとつ人気が伸びなかったが、やくざに扮して初めて"その処"を得たのである。"目千両"というが、"目つきの悪さ"で一代の財を築いたのは、高倉を措いてほかにない。錦之助の任侠映画出演は本作一本のみ。"この後岡田が京撮のリストラと仁侠路線を強化したことで、岡田が仁侠路線のエースコンビと期待していた沢島と錦之助は仁侠映画を嫌い、この後東映を退社した。京撮内には岡田や俊藤に反撥する者も多かった。俊藤は「錦之助が『日本侠客伝』に主演していれば、彼の映画スターとしての道は全く違っていたんじゃないかと思えて残念なんです」などと述べている。「日本侠客伝シリーズ」は「博徒シリーズ」と共に二大シリーズとして、出発したばかりの任侠路線を支えることになった。また高倉の台頭により看板スターは時代劇黄金期から一新され、鶴田浩二・高倉健を頂点に、その脇役から藤純子、若山富三郎、菅原文太らが次々と一本立ちし、再び磐石のスター・ローテーションが形成されることになった。

## 後続作品への影響
1960年代は製作会社が自社の映画を直営館、系列館に流すブロック・ブッキング・システムによって毎週二作を送り出していた時代。こうした厳しく量産を強いられる状況に対応するには、映画一本ごとの企画性や質よりも、量産作品全般に流用できるフォーマットの創出が重要な鍵となる。『日本侠客伝』第一作で岡田と俊藤は「主人公とそれを支える流れ者」という形に眼をつけた。これなら男同士の情念も描けるし、同時期に始まった鶴田浩二主演の『博徒シリーズ』には無い形なので「独自のカラーが出せる、毎回これでいこうや」となって、毎回ゲストを出しては途中で殺すパターンが出来上がった。このパターンを発展したのが1965年から始まる『昭和残侠伝シリーズ』で、流れ者の殴り込みを一本立ちさせたのが1966年から始まる『兄弟仁義』シリーズとなる。『昭和残侠伝シリーズ』は「東撮でも高倉健のシリーズを」となって始まった物だが中身は『日本侠客伝』の時代を終戦直後に変更しただけで、中村錦之助の役が傘を持った池部良に変わっただけであった。このように『日本侠客伝シリーズ』が多様な類型を派生して、任侠映画の最盛期を制覇することになった。
本作は1960年代の任侠映画に留まらず、1970年代以降の東映作品に於いてもキーとなる。岡田の指示により、本作から日下部五朗が俊藤に付いて任侠映画のプロデューサーとなった。また天尾完次が岡田直轄のプロデューサーとして、岡田の指揮下でエログロ、東映ポルノ、アクション路線を押し進める。また宣伝部に在籍して脚本を書いていた笠原和夫を本格的にシナリオライターに引っ張ってきたのは岡田だった。笠原は『人生劇場 新飛車角』の脚本を岡田に書かされたことでやくざ映画の脚本家になっていく。抜擢したこの『日本侠客伝』以降、岡田が笠原を気に入り、ホン読みで岡田が笠原の脚本を「いいよ、これで行こう!」と言ってくれるので、みんな黙り反対する者はいなくなったという。岡田が京撮所長になって以降ダメだと言われたのは『十一人の賊軍』一本だけと話している（映画化されず）。岡田という強力な後ろ盾を得て笠原はこの後多くの名作を手掛けることになる。
岡田は1962年の京撮所長時代に中島貞夫、鈴木則文、鳥居元宏、山内鉄也、牧口雄二、掛札昌裕ら、脚本を書くために集まった若手助監督をバックアップした。東撮所長時代にも移籍組の石井輝男、瀬川昌治や深作欣二、佐藤純彌、降旗康男、佐伯孚治、鷹森立一らを監督デビューさせている。1964年、再び京撮所長に復帰した岡田は企画部を所長直属にして企画決定の全権を掌握し、若い企画部員のアイデアを取り入れ一気に世代交代が実現された。高岩淡を製作課長に昇進させ、組合運動ばかりやっていた中島貞夫を『日本侠客伝』と同時期『くノ一忍法』で、1965年には「お前は喜劇が合っている」と鈴木則文を『大阪ど根性物語』で監督デビューさせ工藤栄一を重用し、高田宏治を一時干したが1970年代以降は重用した。中島貞夫は「サクさん（深作欣二）も、佐藤純彌さんも、鈴木則文も、みんな知らず知らずのうちに岡田イズムの中で映画作りをしていた、それがあの時期の東映調という形になって現れたんじゃないかと思っております」「俊藤プロデューサー、そしてまた岡田さんが逝ったときに、時には強烈に反抗したり、もう殺してやりてえ（笑）と思ったくらいの憎しみを持ったりしながらも、僕たちはそういう人たちに育てられたんだなと痛感しました」などと話している。
また岡田はこの時期から東映の京撮を中心に徹底した人員整理を進め、多くのスタッフをテレビ部や東映動画（東映アニメーション）、劇場などに配置転換させた。この時異動したスタッフの本社・本編憎しのルサンチマンがのちに東映のテレビ、アニメ躍進の原動力となった。

## シリーズ一覧
- 第1作『日本侠客伝』（1964年8月13日公開）
  - 監督：マキノ雅弘、脚本：笠原和夫、村尾昭、野上竜雄
  - 出演：中村錦之助（特別出演）、松方弘樹、津川雅彦、長門裕之、南田洋子、三田佳子、藤純子、品川隆二、伊井友三郎、ミヤコ蝶々、南都雄二、藤間紫、安部徹、阿部九州男、天津敏、藤山直子、堀正夫、楠本健二、立川さゆり、内田朝雄、小田部通麿、大井潤、有馬宏治、凰玲子、大前鈞、加藤浩、佐藤晟也、遠山金次郎、国一太郎、大城泰、村居京之輔、丸平峰子、加藤匡志、佐々木松之亟、堀広太郎、五十嵐義弘、市川裕二、島田秀雄、牧淳子、熊谷武、那須伸太朗、大木実、田村高廣、高倉健、他

- 第2作『日本侠客伝 浪花篇』（1965年1月30日公開）
  - 監督：マキノ雅弘、脚本：笠原和夫、村尾昭、野上竜雄
  - 出演：高倉健、鶴田浩二、大友柳太朗、藤山寛美、村田英雄、里見浩太朗、長門裕之、他

- 第3作『日本侠客伝 関東篇』（1965年8月12日公開）
  - 監督：マキノ雅弘、脚本：笠原和夫、村尾昭、野上竜雄
  - 出演：鶴田浩二、北島三郎、藤純子、長門裕之、待田京介、大木実、丹波哲郎（特別出演）、高倉健、他

- 第4作『日本侠客伝 血斗神田祭り』（1966年2月3日公開）
  - 監督：マキノ雅弘、脚本：笠原和夫
  - 出演：高倉健、鶴田浩二、藤純子、大木実、藤山寛美、長門裕之、里見浩太朗、山本麟一他

- 第5作『日本侠客伝 雷門の決斗』（1966年9月17日公開）
  - 監督：マキノ雅弘、脚本：笠原和夫、野上竜雄
  - 出演：高倉健、藤純子、長門裕之、待田京介、村田英雄、藤山寛美、島田正吾、他

- 第6作『日本侠客伝 白刃の盃』（1967年1月28日公開）
  - 監督：マキノ雅弘、脚本：中島貞夫、鈴木則文
  - 出演：高倉健、藤純子、長門裕之、大木実、松尾嘉代、伴淳三郎、他

- 第7作『日本侠客伝 斬り込み』（1967年9月15日公開）
  - 監督：マキノ雅弘、脚本：笠原和夫
  - 出演：高倉健、藤純子、長門裕之、大木実、金子信雄、渡辺文雄、他

- 第8作『日本侠客伝 絶縁状』（1968年2月22日公開）
  - 監督：マキノ雅弘、脚本：棚田悟郎
  - 出演：高倉健、待田京介、松尾嘉代、渡辺文雄、藤山寛美、遠藤辰雄、他

- 第9作『日本侠客伝 花と龍』（1969年5月31日公開）
  - 監督：マキノ雅弘、脚本：棚田悟郎
  - 出演：高倉健、星由里子、藤純子、二谷英明、津川雅彦、若山富三郎、他

- 第10作『日本侠客伝 昇り龍』（1970年12月3日公開）
  - 監督：山下耕作、脚本：笠原和夫
  - 出演：高倉健、藤純子、鶴田浩二、中村玉緒、片岡千恵蔵、遠藤辰雄、伊吹吾郎、他

- 第11作『日本侠客伝 刃』（1971年4月28日公開）
  - 監督：小沢茂弘、脚本：笠原和夫
  - 出演：高倉健、十朱幸代、辰巳柳太郎、池部良、大木実、渡辺文雄、山本麟一、他